# 加列戈斯德索夫里诺斯
加列戈斯德索夫里诺斯，是西班牙卡斯蒂利亚-莱昂阿维拉省的一个市镇。 总面积43km2, 总人口99人（2001年），人口密度2人/km2。